# Estátua do Padre Cícero na colina do Horto
Estátua do Padre Cícero na colina do Horto
A Estátua de Padre Cícero na Colina do Horto é um monumento construído em homenagem a Padre Cícero, localizado em Juazeiro do Norte, Brasil. No local há um pequeno museu e uma igreja.
O projeto inicial previa que a estátua teria 27 metros de altura. Porém foi redimensionada e construída com 30 metros de altura no total com a base. Foi esculpida por Armando Lacerda em 1969, sendo inaugurada em 1° de novembro do mesmo ano pelo então prefeito José Mauro Castelo Branco Sampaio. Rômulo Ayres  Montenegro foi o engenheiro responsável pelos cálculos de engenharia da base e da estátua. Trata-se de um dos pontos mais visitados do município.
A partir da estátua é possível avistar a cidade e a Chapada do Araripe.

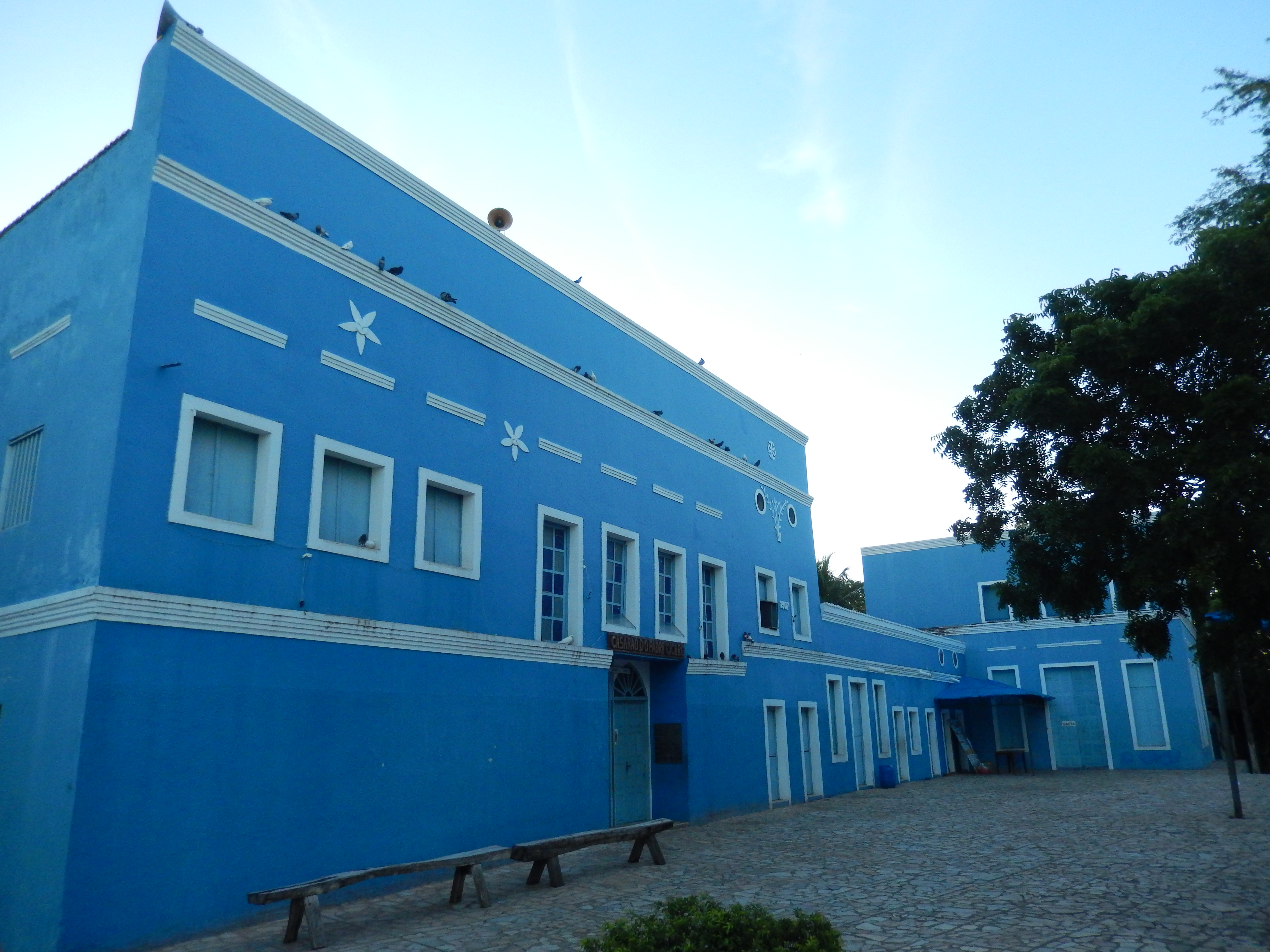
A Casa-Museu Padre Cicero fica na Colina do Horto ao lado da estátua de Padre Cícero